# Rode driehoek
De rode driehoek is een rode gelijkzijdige driehoek die op zijn punt staat, en een politiek symbool.
Op de Dag van de Arbeid in 1890 droegen Franse arbeiders een rode driehoek als symbool voor de achturige werkdag waar ze voor streden, waarbij de drie punten stonden voor 8 uur werk, 8 uur rust en 8 uur vrije tijd.
Tijdens de Tweede Wereldoorlog was het een van de merktekens in Duitse concentratiekampen, waar het symbool stond voor politieke gevangenen, voornamelijk communisten en socialisten. Na de oorlog hebben Europese antifascisten de rode driehoek opgenomen als symbool voor hun strijd tegen extreemrechts. Pins van de rode driehoek zijn wijd verspreid in onder andere België en Spanje.

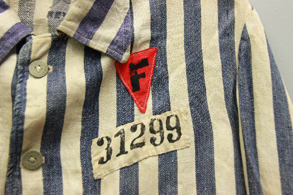
Rode driehoek op de plunje van een Frans politiek gevangene in een Duits concentratiekamp
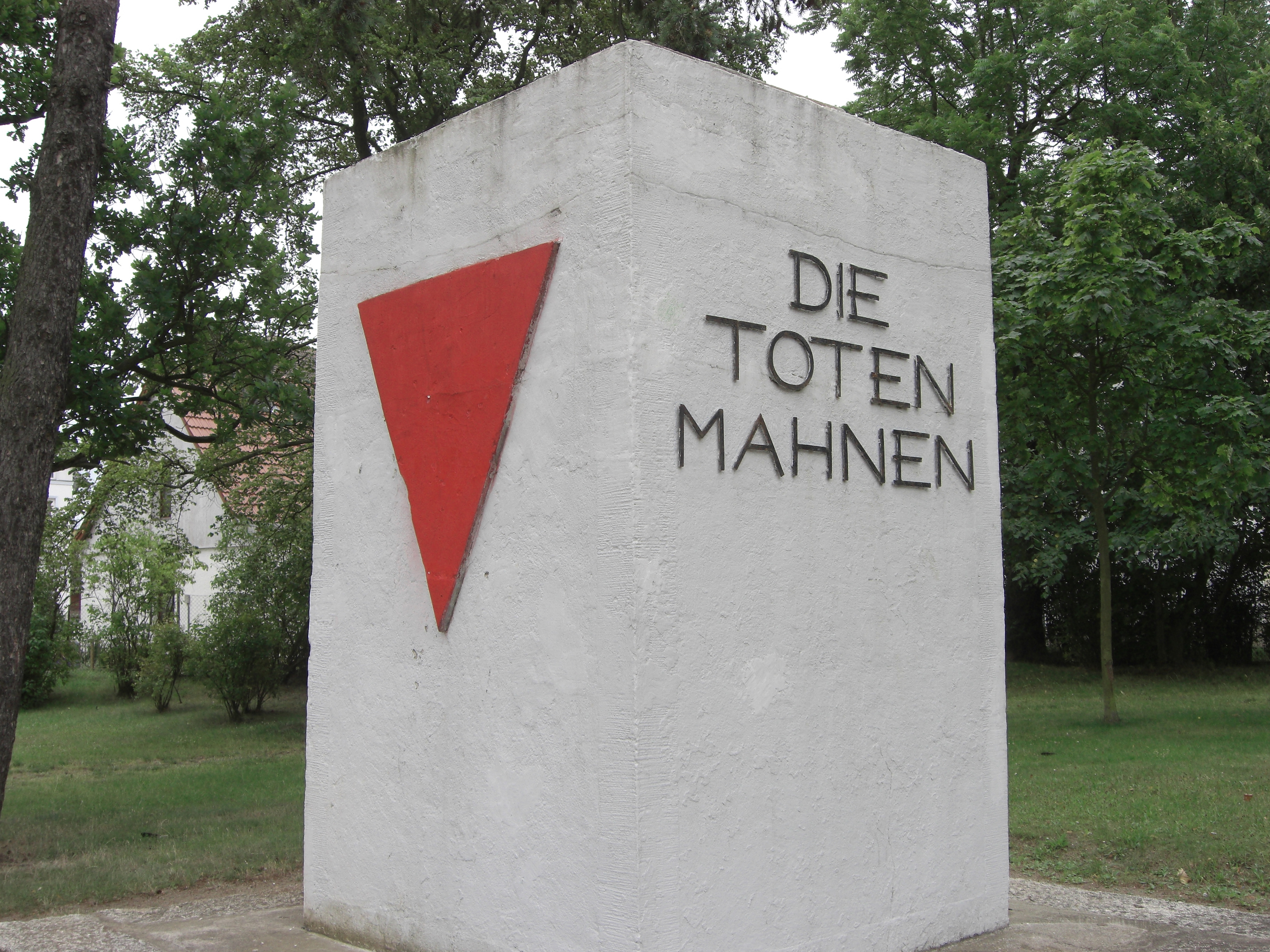
Rode driehoek op een gedenkteken in Ahlbeck, Duitsland
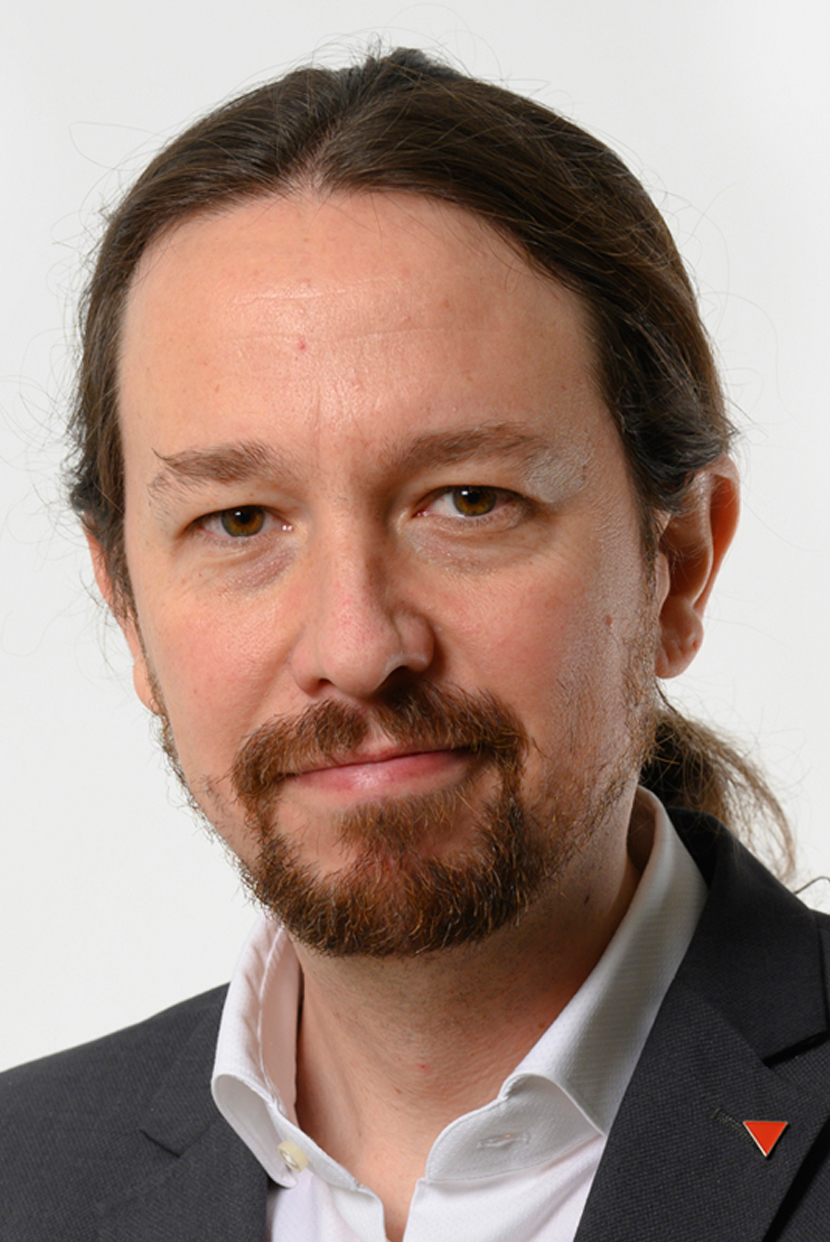
Spaans politicus Pablo Iglesias (Podemos) met een rode driehoek op zijn revers gespeld
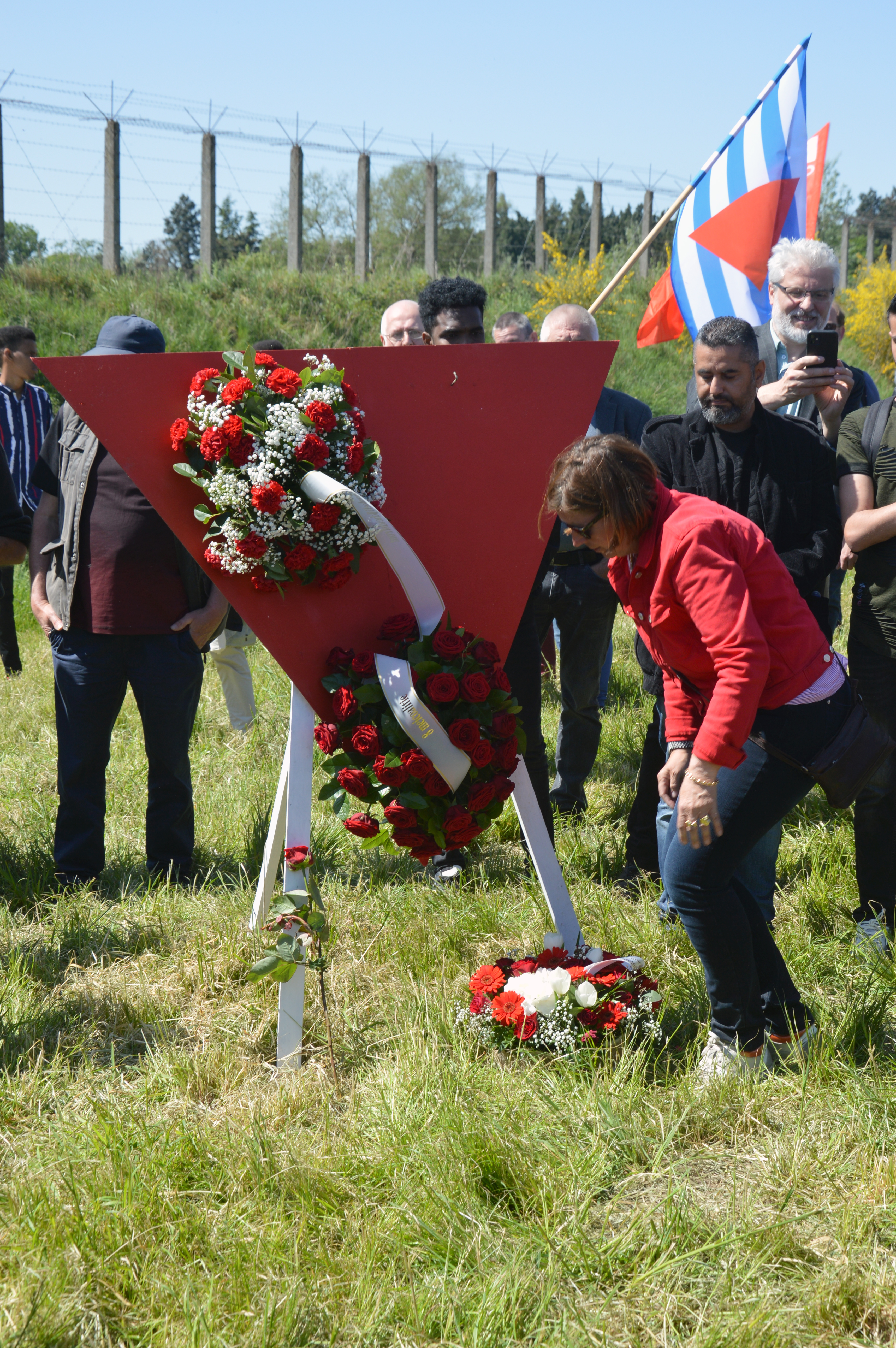
Bloemenhulde aan een rode driehoek op een 8 mei-herdenking in België, 2022